# U 851
U 851 war ein deutsches Typ IX D2 Langstrecken-U-Boot, welches durch die deutsche Kriegsmarine im U-Boot-Krieg des Zweiten Weltkrieges im Nordatlantik eingesetzt wurde.

## Bau und Indienststellung
Die Kiellegung des großen Trans-Atlantikbootes begann am 18. März des Jahres 1942 als siebzehnter Einheit des Typs IX D2 bei der Bremer Werft der AG Weser mit der Baunummer 1057. Das fertige Boot wurde am 15. Januar 1943 vom Stapel gelassen und nach Beendigung der Restarbeiten unter dem Kommando von Korvettenkapitän Hannes Weingärtner in Dienst gestellt. Er stellte am 17. August 1935 das kleine Typ-II-A-Boot U 4 in Dienst und übernahm am 30. September 1937 die Typ-II-B-Boote U 10 und U 16. Mit U 16 führte Hannes seine ersten Feindfahrten durch und versenkte am 28. September 1939 das neutrale schwedische Schiff Nyland wegen seiner kriegswichtigen Fracht. Er verließ sein U 16 am 11. Oktober 1939 und kommandierte vom November 1939 bis zum Juli 1942 die in Memel stationierte 24. U-Flottille, bis er zur Baubelehrung von U 851 nach Bremen kam. Nach der Indienststellung seines vierten U-Bootes begab er sich in die Ostsee, um die Besatzung mit ihrem Boot vertraut zu machen und um sie auf den kommenden Fronteinsatz vorzubereiten. Das Turmemblem des Bootes basierte auf Weingärtners Namen: eine Rote Weintraube mit zwei gekreuzten Schaufeln auf einem weißen Schild. U 851 verließ am 26. Februar 1944 den Hafen von Kiel zu seiner ersten Unternehmung. Das Boot hatte im Kiel eine Ladung Quecksilber für Japan  und sollte sich der Gruppe Monsun im Indik anschließen und von dort aus nach Japan gelangen.

## Verlust
U 851 sendete am 27. März sein letztes Lebenszeichen in Form eines Wetterberichtes, welcher aus dem Marineplanquadrat CC 3398 stammte. Seitdem herrschte Funkstille zwischen dem BdU und Korvettenkapitän Weingärtner, welcher noch immer im Besitz der Quecksilberflaschen war. Allem Anschein nach hatte Karl Dönitz bis zuletzt geglaubt, dass das Boot sein Ziel erreicht habe. Der amtliche Verlusttag ist der 8. Juni 1944. Die Position von U 851 bei der Absetzung des Funkspruches war 42° 20' N, 46° 30' W. Mit dem Boot verschwand auch die 70-Mann starke Besatzung.

## Die Besatzung desU 851unter dem Kommando Weingärtners
Diese Liste ist nach dem ersten Buchstaben der Nachnamen der Besatzungsmitglieder geordnet.
- Fritz Becker
- Günther Beyer
- Klaus Bock
- Josef Decker
- Kurt Dettmann
- Peter Diesler
- Walter Dürre
- Robert Fallmann
- Heinrich Freudenblum
- Erich Gerhards
- Walter Gläss
- Herbert Glöckner
- Günter Greschok
- Fredy Grünewaldt
- Helmut Hähnel
- Friedrich Heidenreich
- Willi Hoffmann
- Johann Hottenrott
- Herbert Illig
- Johann Karmann
- Helmut Kästner
- Walter Klingbeil
- Eduard Knops
- Sigurd Köchers
- Wilhelm Kompernas
- Karl Lammer
- Hans Langer
- Heinz Lawenstein
- Johann Lenzen
- Erwin Lorenz
- Erwin Löser
- Gustav Löwer
- Dr. Wilhelm Lüttmann
- Alfred Marx
- Helmut Meyer
- Peter Montermann
- Hans-Lothar Neumann
- Willi Orth
- Rudolf Pavel
- Johannes Pech
- Alfons Pieper
- Georg Pippirs
- Helmut Prahl
- Günter Prowda
- Hermann Pustiowski
- Kurt Reichstein
- Rudolf Rogowski
- Hans Röser
- Kurt Rosner
- Karl Sauter
- Richard Schabl
- Friedrich Schlüter
- Ewald Schmalstieg
- Heinrich Schmidt
- Arthur Schneider
- Wilhelm Schruttke
- Heinz Seier
- Heinrich Sieh
- Ernst Sievers
- Kurt Sommer
- Rolf Standfuss
- Hugo Stave
- Hermann Thyhatmar
- Reinhold Tiede
- Willi Tornow
- Ernst Wager
- Hannes Weingärtner
- Arthur Winkler
- Georg Wiftauer
- Eberhard Zaumseil